# دانشگاه ایالتی گرند ولی
دانشگاه ایالتی گرند ولی (به انگلیسی: Grand Valley State University) (اختصاری GVSU, GV) یا به اختصار گرند ولی،  یک دانشگاه دولتی در آلندیل، میشیگان، ایالات متحده است. در سال ۱۹۶۰ به عنوان کالج ایالتی گراند ولی تأسیس شد. پردیس اصلی آن در ۱۳۲۲ هکتار (۵٬۳۵ کیلومتر مربع) تقریباً ۱۲ مایل (۱۹ کیلومتر) غرب گراند راپیدز واقع شده است. این دانشگاه همچنین دارای پردیس‌هایی در گرند رپیدز و هلند و مراکز منطقه‌ای در بتل کریک، دیترویت، ماسکگون و تراورس سیتی است.

## منبع
- مشارکت‌کنندگان ویکی‌پدیا. «Grand Valley State University». در دانشنامهٔ ویکی‌پدیای انگلیسی، بازبینی‌شده در ۲۰۲۴-۰۸-۱۱.

1. ↑  "GVSU Historical Timeline". Grand Valley State University. Archived from the original on May 27, 2010. Retrieved December 10, 2015.
2. ↑  "GVSU Historical Timeline". Grand Valley State University. Archived from the original on May 27, 2010. Retrieved October 19, 2010.
3. 1 2 3 4 5 6 7 8  "Quick Facts About Grand Valley". Grand Valley State University. Retrieved 8 November 2017.
4. ↑  As of May 26, 2022. "Financial Report 2020/2021". Grand Valley State University. Retrieved July 18, 2022.
5. ↑  "President's Biography".
6. ↑  "Office of the Provost - Grand Valley State University". www.gvsu.edu.
7. ↑  http://gvsu.edu/identity/web-standards-22.htm#GVSU بایگانی‌شده  در ۲۰۱۳-۰۹-۰۸ توسط Wayback Machine color scheme